# Luboń
Luboń (niem. Luban, od 1939 do 1943, Lobau) – miasto w Polsce, położone w województwie wielkopolskim, w powiecie poznańskim, nad rzeką Wartą, w jej Poznańskim Przełomie. Stosunkowo duża liczba mieszkańców w porównaniu do niewielkiej powierzchni 13,51 km², na której rozciąga się miasto sprawia, że Luboń znajduje się na liście stu najgęściej zaludnionych miast w Polsce. Obecnie działa tu przemysł chemiczny – Luvena, budowlany oraz wiele innych podmiotów gospodarczych; dawniej występował również przemysł spożywczy i metalurgiczny.
Według danych GUS z 2022 r., miasto liczyło 32 848 mieszkańców.
Miasto utworzono 13 listopada 1954 roku, w wyniku nadania gromadzie Luboń (w skład której wchodziły Luboń, Żabikowo, Lasek) praw miejskich.
Uchwała Rady Miasta Luboń z dnia 16 marca 2023 r., w związku z decyzją Stolicy Apostolskiej, patronem miasta został ustanowiony bł. Edmund Bojanowski.

## Położenie

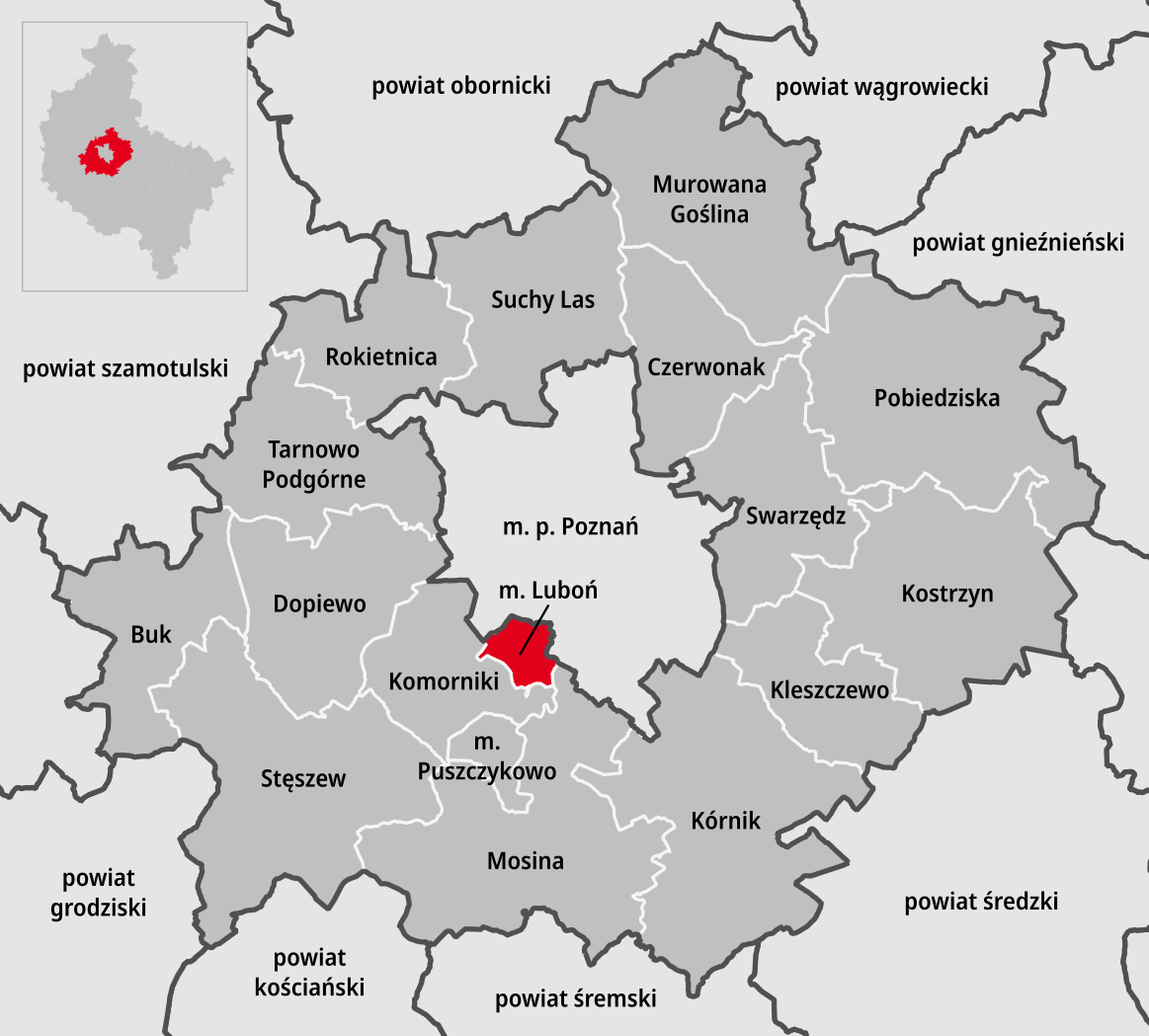
Położenie gminy miejskiej Luboń w powiecie poznańskim.

Luboń wchodzi w skład aglomeracji poznańskiej, zajmuje obszar 13,51 km². Od północy miasto przylega bezpośrednio do Poznania, a od południa graniczy z Wielkopolskim Parkiem Narodowym. Przez Luboń przebiega autostrada A2, której jeden z węzłów (Poznań Luboń, dawniej nazywany Dębina) położony jest częściowo na terenie Lubonia, droga wojewódzka nr 430, zapewniająca połączenie z południowymi powiatami Wielkopolski, oraz linia kolejowa Poznań – Wrocław. Blisko granicy miasta przebiega również trasa E261 (Świecie – Poznań – Wrocław).
W latach 1954–1998 miasto administracyjnie należało do województwa poznańskiego.
Według danych z roku 2002 Luboń ma obszar 13,52 km², w tym:
- użytki rolne: 48%
- użytki leśne: 5%

Według danych z 1 stycznia 2011 r. powierzchnia miasta wynosiła 13,51 km². Miasto stanowi 0,71% powierzchni powiatu.

## Warunki naturalne

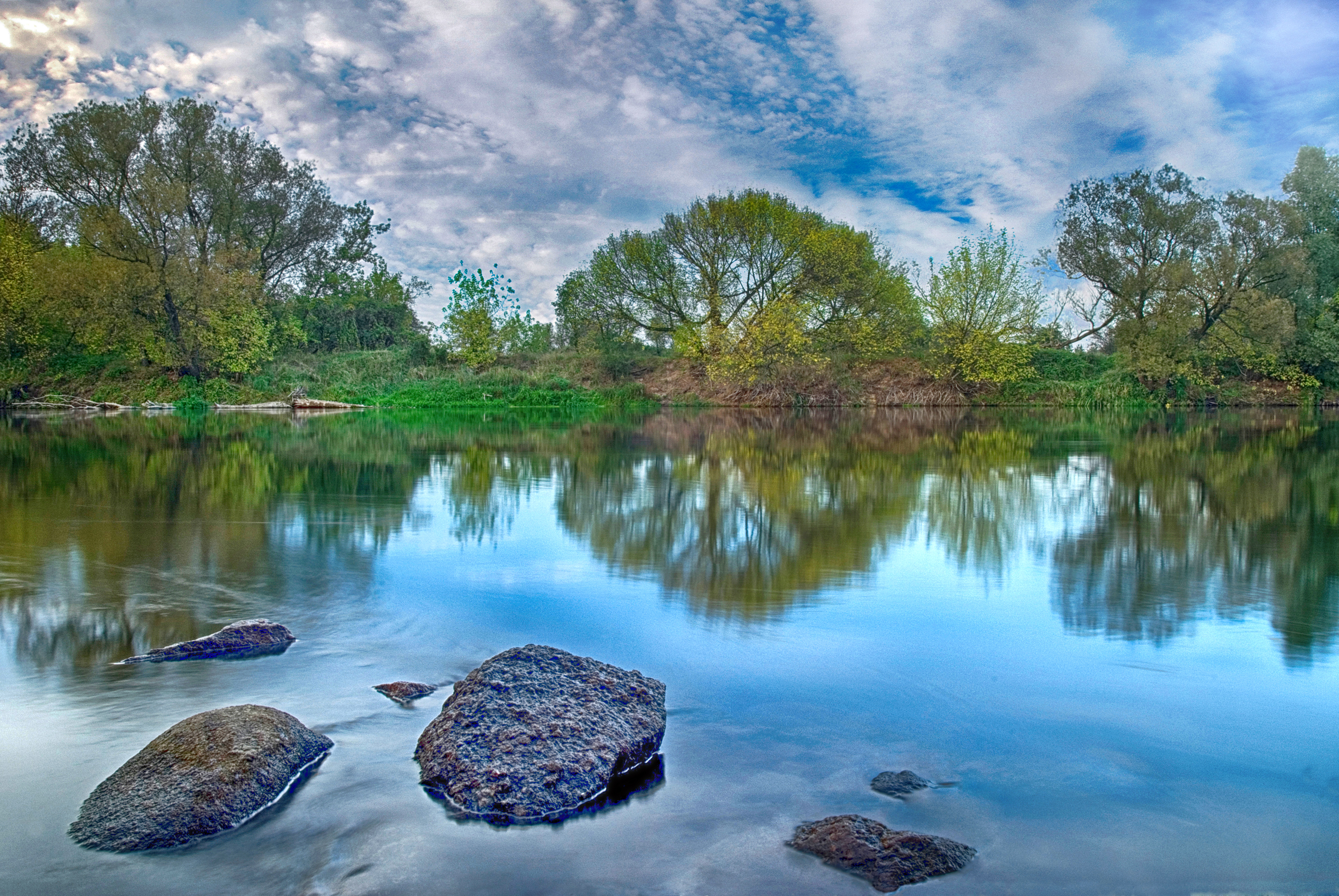
Warta przepływająca przez Luboń

W mieście występują następujące wody powierzchniowe:
Cieki wodne
- Warta
- Strumień Junikowski
- Żabinka
- Kotówka
- Sobieski

Zbiorniki wodne
- Kocie Doły
- Kocie Dołki

## Pochodzenie nazwy
Nazwa Luboń pojawiła się w dokumentach źródłowych już na początku XIV wieku, a od tego czasu można znaleźć jej różne formy, jak na przykład: Lubome (1316), Lubom (1409), Lubonya (1443), Lubon (1508), Luboń (1655), w Luboni (1712). Pierwotnie nazwa miała postać Lubom i Lubomie, występowała więc w formie rodzaju męskiego i rodzaju nijakiego, przy czym postać Lubom kończyła się miękkim m. Lubom czy Lubomie to nazwa dzierżawcza (wskazująca na pierwszego właściciela osady), utworzona od imienia Lubom za pomocą archaicznego przyrostka j-, który zlał się z poprzedzającym m, powodując jego miękkość. Z kolei imię Lubom jest skróconą formą jakiegoś imienia dwuczłonowego (o charakterze życzącym) z pierwszym członem Lubo-, np. Lubogost, Lubomir, Lubomysł itp.

## Historia
Miasto Luboń powstało 13 listopada 1954 roku w wyniku połączenia trzech wsi: Lubonia, Żabikowa i Lasku, należących do 5 października 1954 do gminy Żabikowo. De jure doszło do tego przez przekształcenie istniejącej zaledwie pięć tygodni gromady Luboń (składającej się z tych trzech miejscowości oraz z parceli 1 i 8 z karty Wiry z dawnej gromady Wiry) w miasto, dla którego ustalono 50 członków miejskiej rady narodowej.
Poniżej zamieszczonych jest kilka podstawowych informacji na temat historii wsi Lasek, Luboń i Żabikowo.

### Luboń
Pierwsza wzmianka o wsi o takiej nazwie pochodzi z 1316 roku. Dotyczy ona Mikołaja z Lubonia, przywołanego przed sąd w charakterze świadka. W okresie 1385–1429 Luboń należy do Pomiana i jego synów, a następnie od 1430 do 1452 do Mikołaja Strosberga, mieszczanina poznańskiego. W 1452 roku Erazm, Grzegorz, Katarzyna i Małgorzata, dzieci zmarłego Mikołaja, sprzedają swe części Lubonia władzom miasta Poznania. Odtąd przez 400 lat dochody z Lubonia zasilają kasę tego miasta. W latach 1469–1479 jest dzierżawiony przez agenta handlowego oraz bankiera, Mikołaja Wildę. W 1510 roku Luboń liczy 7 kwart roli chłopskiej i 6 kwart roli folwarcznej, 2 młyny i karczmę.
Ze wstępnych badań wynika, że wspomniany folwark mógł istnieć na obszarze ograniczonym z jednej strony ulicami Spadzistą i 3 Maja, a z drugiej doliną Warty i Strumienia Junikowskiego.
W 1709 roku panująca zaraza wyludniła niemal całkowicie wieś. Od 1719 roku osiedlali się w niej rolnicy z frankońskiego Bambergu, nazywani przez poznaniaków bambrami.
Na początku XX wieku wraz z intensywnie rozwijającym się przemysłem nastąpił duży wzrost liczby mieszkańców Lubonia – powstały trzy duże zakłady przemysłowe: krochmalnia i drożdżownia, przekształcone po II wojnie w Wielkopolskie Przedsiębiorstwo Przemysłu Ziemniaczanego, a także zakład chemiczny produkujący między innymi nawozy fosforowe – obecnie Luvena (dawniej Zakłady Chemiczne Luboń).
Legendy lubońskie
Jak głosi jedna z nich, przed tysiącem lat, na południe od Poznania żył ród Puszczyków – myśliwych i bartników. „Ich wodzem był waleczny Lubom. Jego siostra, urodziwa Sławka, mieszkała w grodzie Mieszka I i była jego pogańską żoną. Po przyjeździe czeskiej Dąbrówki, Sławkę odesłano rodzinie. W ten sposób ród Puszczyków, odsunięty od wpływów po przyjęciu przez Mieszka chrześcijaństwa, zaczął się buntować i zbrojnie wystąpił przeciwko księciu. Doszło do bitwy, w której wojsko Mieszka rozgromiło Luboma i jego rodzinę. Pamięć o Puszczykach i Lubomie przetrwała w nazwach dwóch miejscowości powstałych w okolicy, gdzie stoczono decydującą bitwę.”

### Żabikowo

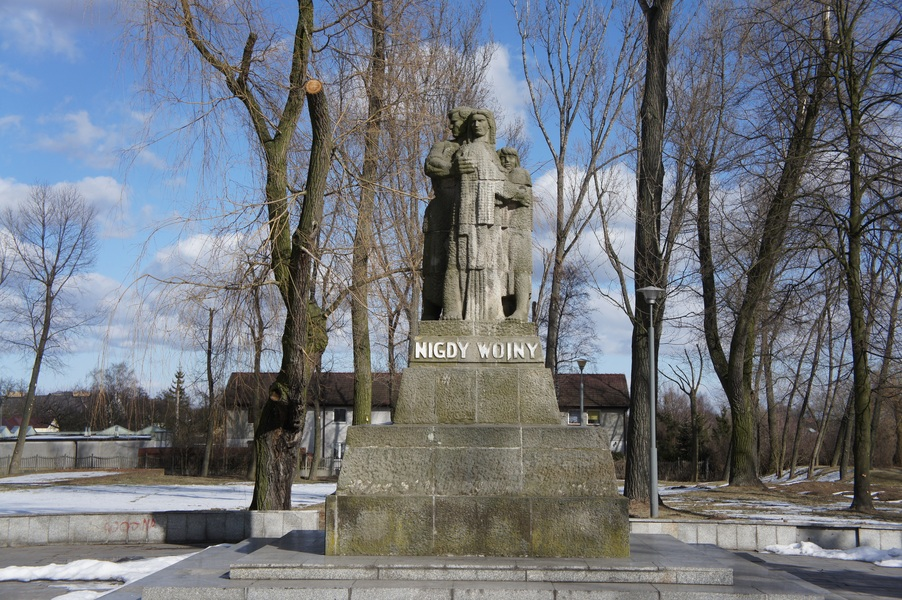
Pomnik antywojenny Nigdy wojny w obozie żabikowskim (proj. J. Gosławski)

W 1283 roku należało do Bartłomieja z Poznania, któremu Przemysł II w zamian dał 4 łany na Winiarach i 5 jatek w Poznaniu. W 1311 roku Łodzic Wojciech z Krosna zastawił je biskupowi poznańskiemu Andrzejowi Zarembie. Ponieważ Wojciech w ciągu trzech lat zobowiązania swojego nie wykonał, Żabikowo pozostało własnością biskupa. W 1508 roku wieś posiadała 12 siedzib chłopskich, młyn i dwie karczmy. W 1564 roku zanotowano dwa stawy, przy każdym młyn o jednym kole korzecznym. W 1796 roku na skutek zarządzonej przez zaborcę konfiskaty dóbr kościelnych, Żabikowo stało się własnością Rządu Pruskiego. Wieś liczyła wtedy 10 gospodarstw (2 kmiece, 2 półrolnicze, 6 chałupników) odprawiających pańszczyznę na rzecz dworu w Komornikach. Wykorzystując złoża gliny tworzy się cegielnie: Królewską (początek XIX wieku) oraz Suwalskiego i Fechnera (przełom XIX i XX wieku). Z inicjatywy Augusta Cieszkowskiego utworzono w Żabikowie działającą w latach 1870–1877 Wyższą Szkołę Rolniczą. W pierwszych latach XX w., w celu wzmocnienia żywiołu niemieckiego, powstaje popierane przez władze pruskie osiedle z rynkiem (obecnie plac bł. E. Bojanowskiego). W czasach II Rzeczypospolitej siedziba gminy. We wrześniu 1942 roku zaczęto budowę obozu karno-śledczego, w którym do końca okupacji zginęło kilkuset Polaków.

### Lasek
Wieś olęderska założona w 1756 roku na polach majętności wirowskiej przez Augustyna Działyńskiego i jego żonę Annę z Radomickich Działyńską. Wieś założona na surowym korzeniu liczyła w 1760
roku jedenastu gospodarzy, 1784 r. – dziewiętnastu, a w 1793 – dwudziestu czterech. Do dziś znaczna część Lasku nie utraciła swego rolniczego charakteru.

## Demografia

### Ludność miasta
Dane dotyczące liczby mieszkańców Lubonia w perspektywie wieloletniej (1960–2008)

### Struktura płci i wieku
Dane z 31.12.2016
| Opis                              | Ogółem | Ogółem | Kobiety | Kobiety | Mężczyźni | Mężczyźni |
| --------------------------------- | ------ | ------ | ------- | ------- | --------- | --------- |
| Jednostka                         | osób   | %      | osób    | %       | osób      | %         |
| Populacja                         | 31 067 | 100    | 16 272  | 52,4    | 14 795    | 47,6      |
| Gęstość zaludnienia [mieszk./km²] | 2300   | 2300   | 1162    | 1162    | 1057      | 1057      |

Piramida wieku mieszkańców Lubonia w 2014 roku.
Na podstawie Vademecum miasta Luboń 2015 (przygotowane przez Urząd Statystyczny w Poznaniu).

## Gospodarka
Charakter gospodarczy Lubonia wynika z jego położenia w aglomeracji poznańskiej: z jednej strony znaczna część ludności dojeżdża do pracy i szkół ponadgimnazjalnych w Poznaniu, z drugiej zaś Luboń stanowi tradycyjny ośrodek wytwórczo-usługowy. Jedynie południowa część miasta (Lasek) zachowała charakter rolniczy – w krajobrazie przeważają pola uprawne, sady i ogrody, które specjalizują się w uprawie roślin ozdobnych.
Od kilku lat Luboń charakteryzuje się dużym wzrostem liczby mieszkańców. Jest to związane z rozwojem budownictwa deweloperskiego oraz z rozpoczęciem zagospodarowywania około stu hektarów terenów przeznaczonych pod nowe centrum miasta. Przyszłe centrum to rozległy obszar w środkowej części Lubonia przeznaczony w planie zagospodarowania przestrzennego pod budownictwo mieszkaniowe jedno- i wielorodzinne, gdzie docelowo zamieszka około 5000 osób. Powstanie wiele nowych obiektów usługowych, a także nowe tereny rekreacyjno-sportowe. Miasto wykupuje w tym rejonie grunty pod przyszłe ulice i zieleń miejską.
Obecnie działa tu przemysł chemiczny – Luvena, budowlany oraz wiele innych podmiotów gospodarczych; dawniej występował również przemysł spożywczy i metalurgiczny.

## Transport

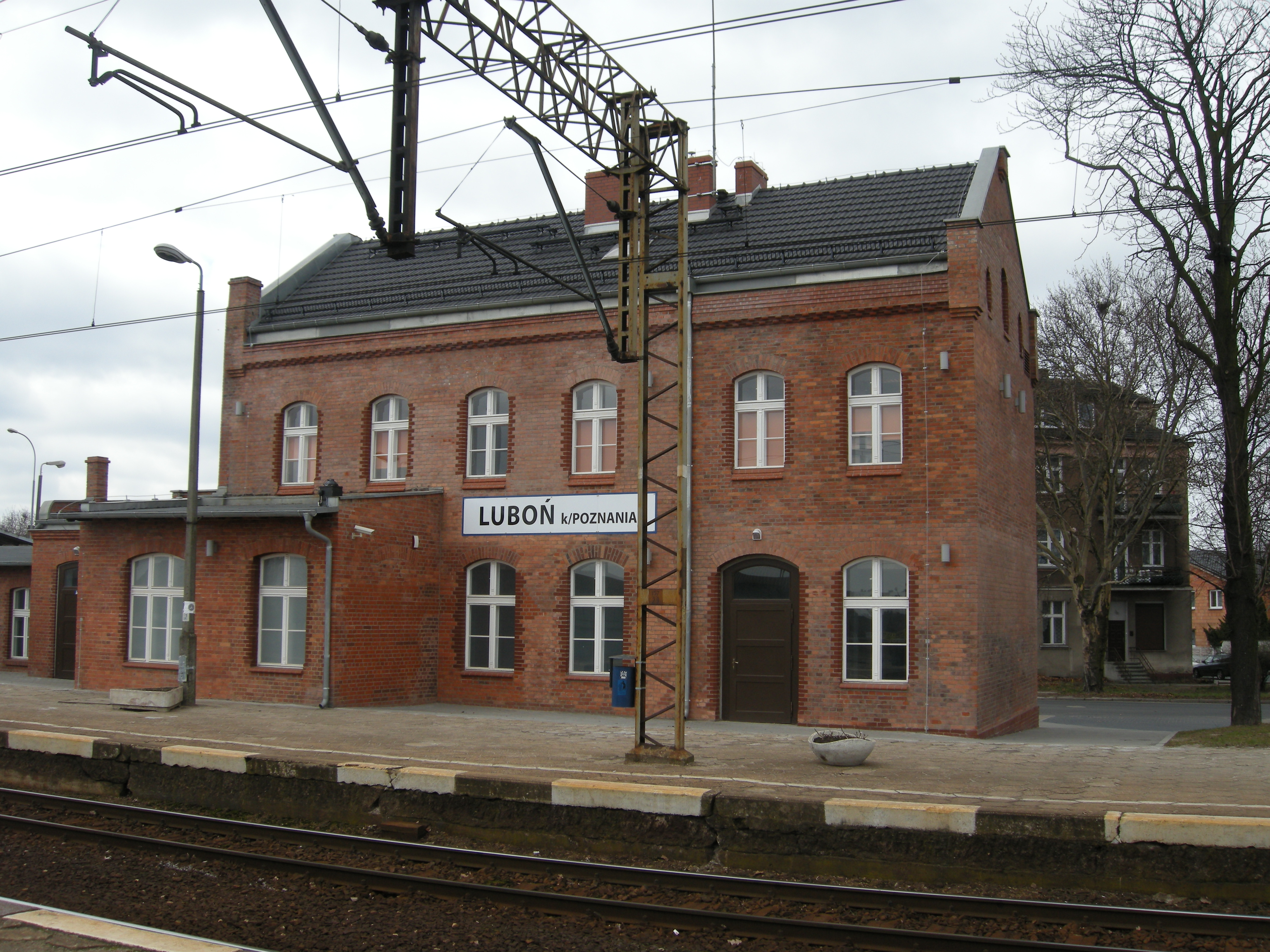
Stacja kolejowa Luboń k. Poznania (30.03.2012)

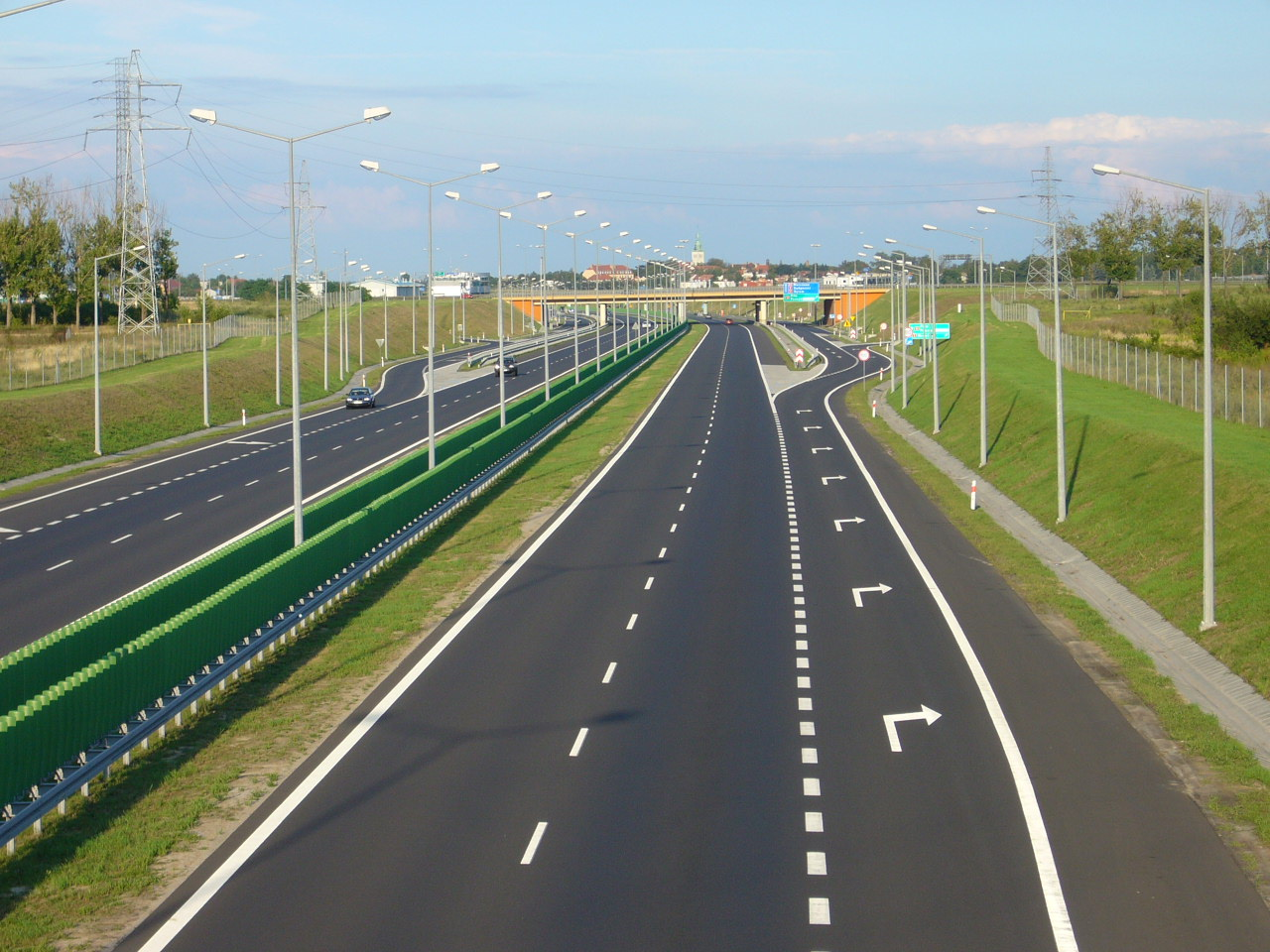
Autostrada A2 (w tle panorama Żabikowa)

### Kolej
Przez Luboń przebiega linia kolejowa nr 271 Poznań – Wrocław, a także ma tu swój początek linia kolejowa nr 357 Sulechów – Luboń, oraz towarowa linia kolejowa nr 802 Luboń – Poznań Starołęka. Dworzec kolejowy znajduje się w północno-wschodniej części miasta, przy ulicy Dworcowej. Przez miasto przejeżdża wiele pociągów różnych relacji, między innymi InterCity: Szczecin – Wrocław czy EuroCity: Szczecin – Budapeszt, jednak bezpośrednio z lubońskiego dworca można dostać się tylko do kilku większych polskich miast (Poznań, Leszno, Wrocław).

### Drogi
- Autostrada A2 (Południowa obwodnica Poznania)
- Droga wojewódzka nr 430: Mosina – Poznań

### Transport zbiorowy
Miasto Luboń obsługiwane jest przez Przedsiębiorstwo Transportowe Translub, MPK Poznań, PUK Komorniki, oraz do 2017 EKO-Rondo Puszczykowo.

## Architektura

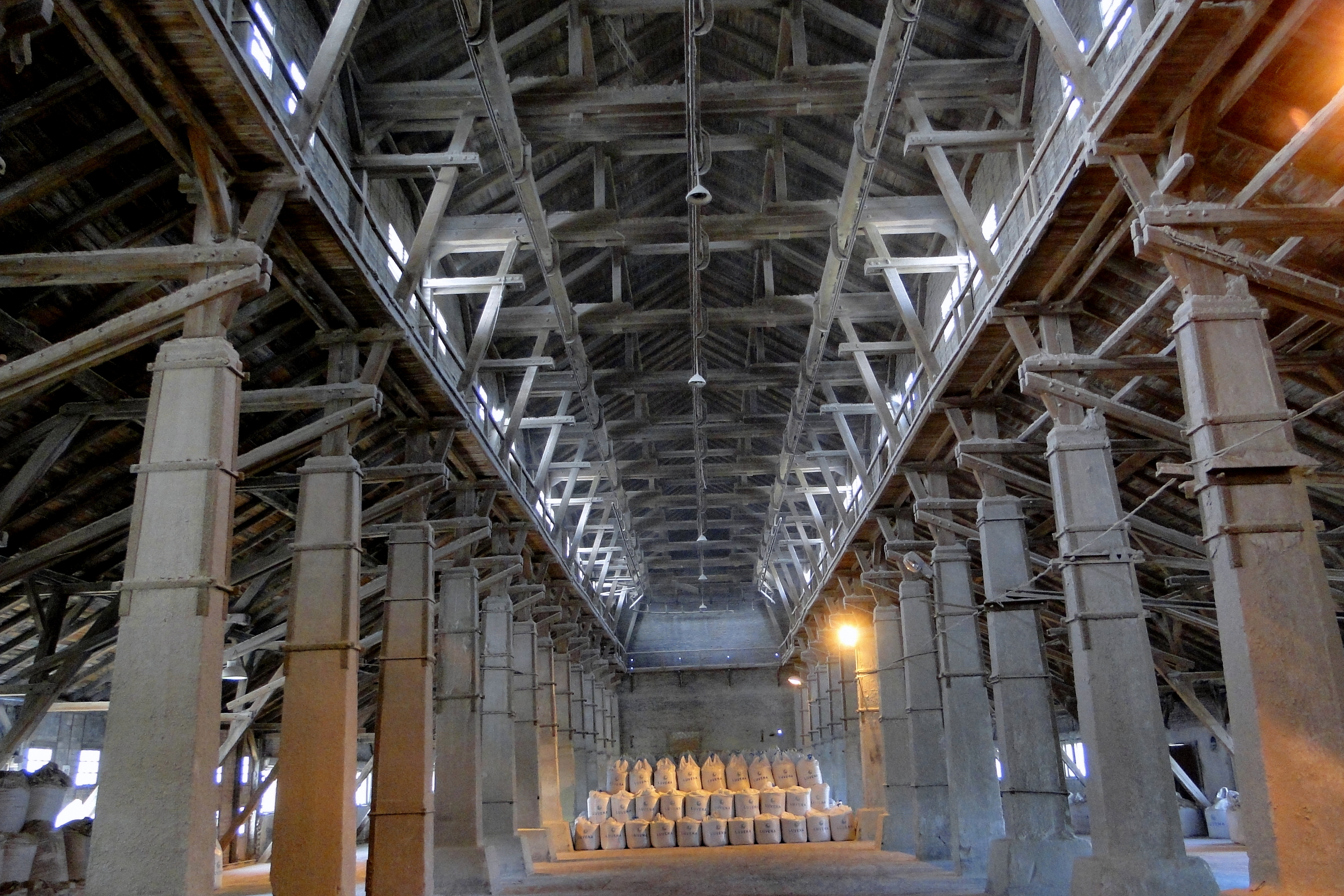
Wnętrze dawniej hali Zakładów Nawozów Fosforowych tzw. hala Poelziga, obecnie LUVENA

### Zabytki
Lista zabytków rejestrowanych znajdujących się w Luboniu:
- szkoła (obecnie Szkoła Podstawowa im. św. Filipa Neri) przy ul. Armii Poznań z początku XX wieku
- zespół zabudowy fabrycznej Zakładów Przemysłu Ziemniaczanego, wybudowany w latach 1904–1908, 1926–1930,
- zespół fabryki chemicznej, obecnie Zakłady Chemiczne Luvena S.A., wybudowany w latach 1909–1914,
- domy kolonii mieszkalnej dawnej fabryki chemicznej, wybudowane w latach 1909–1914. Zespół obejmuje bloki od 1 do 4 i dom przy ul. Armii Poznań 51
- teren niemieckiego nazistowskiego obozu, obecnie Muzeum – Miejsce Pamięci Narodowej przy ul. Niezłomnych 2
- poewangelicki kościół parafialny pw. św. Barbary z plebanią, zbudowany w latach 1909–1912
- przyklasztorna Kaplica Najświętszego Serca Pana Jezusa (z 1922 roku) Zgromadzenia Sióstr Służebniczek NMP przy Placu E. Bojanowskiego 6, w której od 1930 roku znajduje się sarkofag Edmunda Bojanowskiego, po jego beatyfikacji w 1999 roku została ustanowiona Sanktuarium bł. E. Bojanowskiego[16].

### Kościół św. Barbary

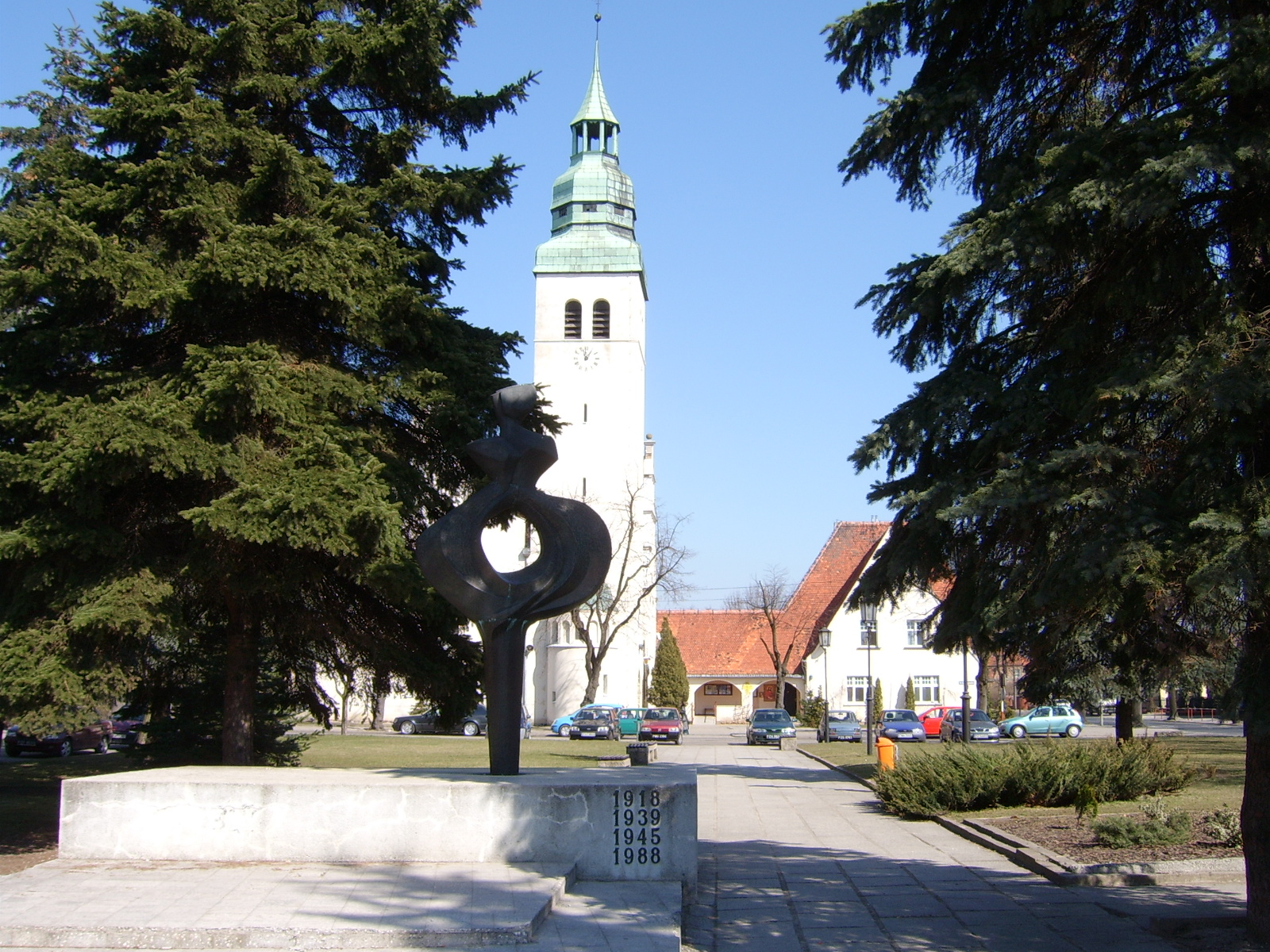
Poewangelicki kościół św. Barbary

Budynek powstał w latach 1908–1912 przy ówczesnym Placu Wolności, wzniesiony przez społeczność wyznania ewangelicko-augsburskiego. Po II wojnie światowej przekazano go rzymskokatolickiej parafii pw. św. Barbary. Do tego czasu parafia mieściła się w pobliskiej przyklasztornej kaplicy Sióstr Służebniczek. W trakcie remontu przeprowadzonego w 1951 roku, w głównym ołtarzu umieszczono obraz przedstawiający św. Barbarę, a sklepienie pokryto malowidłami. Przebudowano również chór, który został pomniejszony. Kościół wpisany jest do rejestru zabytków.

### PomnikSiewcy

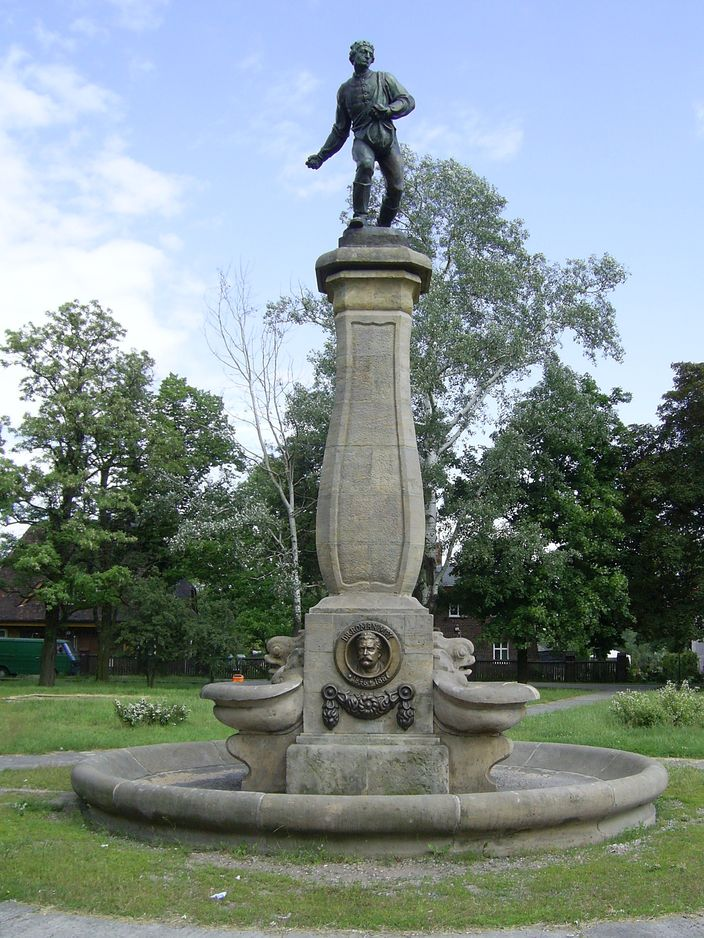
Pomnik „Siewcy”

Pomnik powstały w 1923 roku jest jednym z najstarszych zabytków Lubonia. Dzieło artysty rzeźbiarza Marcina Rożka wpisało się na stałe w krajobraz parku przy ulicy Armii Poznań. Niemal trzymetrowej wysokości pomnik Siewcy, przedstawiający słowiańskiego rolnika siejącego zboże, wykonany jest z brązu i granitu. Pomnik zakupił koncern chemiczny dr Roman May z Lubonia. Marcin Rożek wyrzeźbił także podstawę, na której stanął wizerunek siewcy – jest to sześciometrowy cokół z fontanną przyozdobioną przedstawieniami delfinów. Całość ustawiono w ogrodzie jordanowskim, niedaleko osiedla zamieszkanego przez kadrę techniczną koncernu.

### Kościół św. Jana Bosko

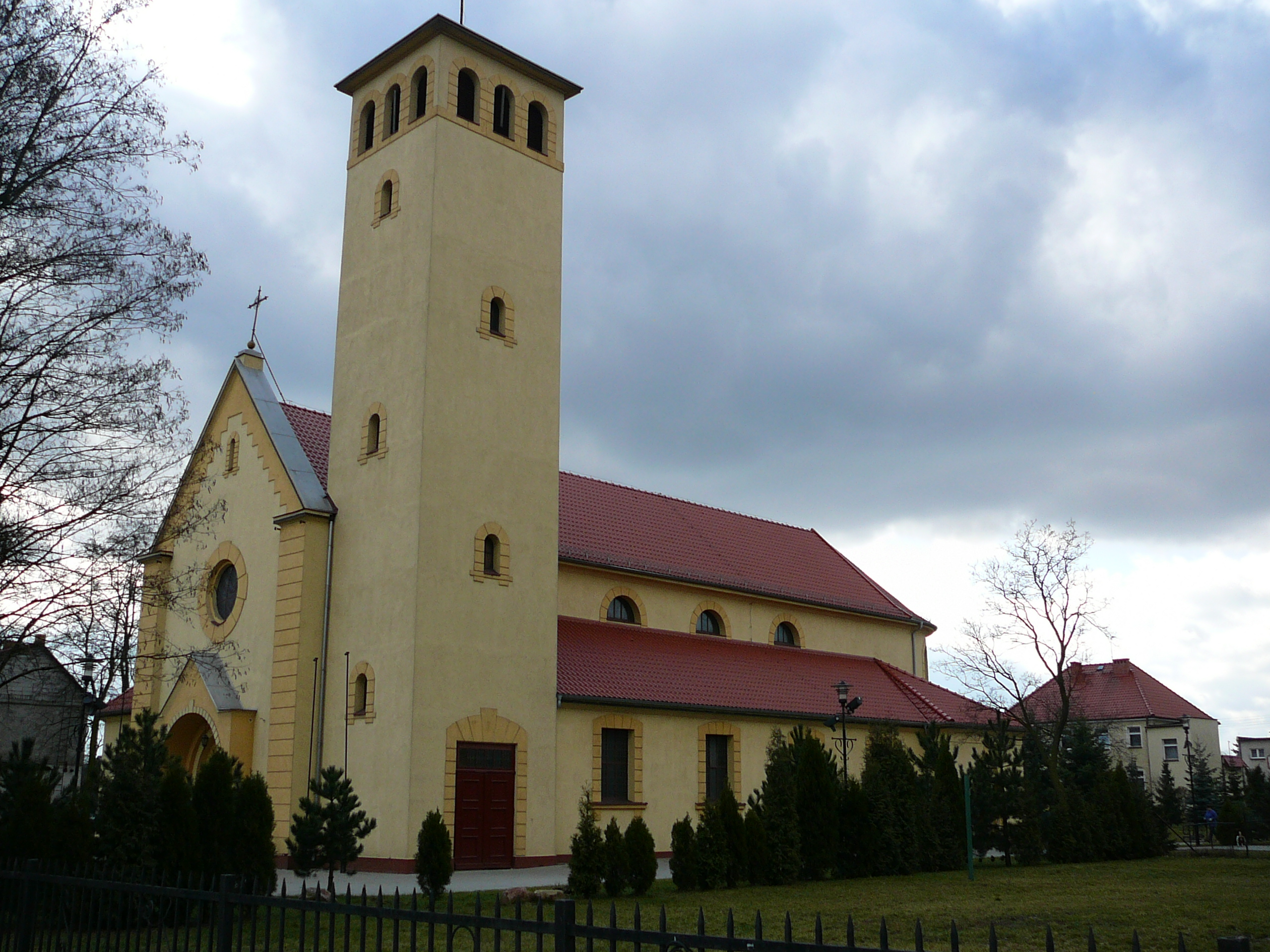
Kościół św. Jana Bosko

Zwiększająca się liczba mieszkańców Lubonia i Żabikowa, wywołała konieczność powstania nowej parafii. W 1931 roku zawiązał się tymczasowy komitet budowy kościoła. Od 1933 roku proboszczem parafii żabikowskiej był ks. Stanisław Streich, który czynnie włączył się w działalność komitetu. Jesienią 1934 roku ksiądz Streich nabył od Uniwersytetu Poznańskiego grunt pod budowę przyszłej świątyni. Architekt Sawicki przygotował projekt budowli, a pracami kierował Franciszek Reszelski. 6 października 1935 roku ks. Stanisław Streich odprawił pierwszą mszę przy bocznej nawie powstającego kościoła pod wezawniem św. Jana Bosko w Luboniu. W kolejnych latach rozbudowano i wykończono wnętrze kościoła, a w 1939 roku powstała dzwonnica. Przez lata okupacji niemieckiej w murach kościoła magazynowano materiały sanitarne. Po wojnie, latem 1945 roku rozpoczęto odbudowę spalonej przez hitlerowców i zniszczonej działaniami wojennymi świątyni. W październiku 1946 roku odprawiono w niej, pierwsze po zakończeniu wojny, nabożeństwo. W latach 1976–1981 przeprowadzono przebudowę wnętrza kościoła. Od 2002 roku budynek świątyni prezentuje się w nowej, odmłodzonej szacie, którą zyskał przez otynkowanie ceglanych murów.

### Architektura przemysłowa z XX wieku
Wybudowane w latach 1903–1904 fabryki: drożdży i przetwórstwa ziemniaczanego. Zbudowana w latach 1911–1912 Fabrika Moritz Milch & Co. Wszystkie zakłady zaprojektowane zostały przez niemieckiego architekta Hansa Poelziga

## Kultura
W Luboniu odbywa się Festiwal Polskiej Piosenki im. Janusza Kondratowicza.

## Oświata
Przedszkola

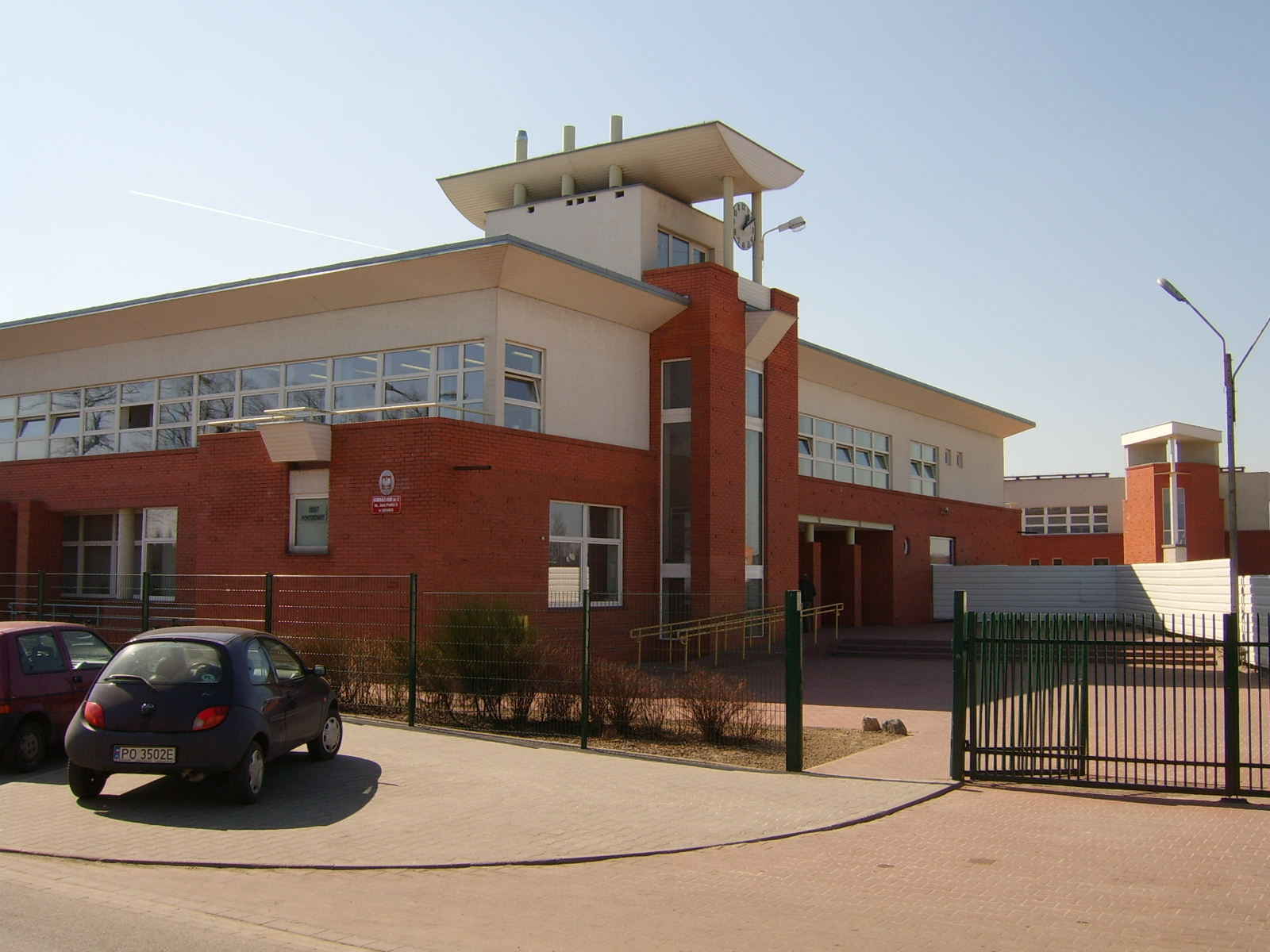
Budynek Szkoły Podstawowej nr 5 w Luboniu imienia Jana Pawła II

W roku 2014 w Luboniu funkcjonowało 9 przedszkoli
Szkoły podstawowe
- Szkoła Podstawowa nr 1 im. bł Edmunda Bojanowskiego[18]
- Szkoła Podstawowa nr 2 im. hr. Augusta Cieszkowskiego[19]
- Szkoła Podstawowa nr 3 im. Kryptologów Poznańskich[20]
- Szkoła Podstawowa nr 4 im. prof. Adama Wodziczki[21]
- Szkoła Podstawowa nr 5 im. św. Jana Pawła II[22]
- Katolicka Szkoła Podstawowa nr 6 im. ks. Franciszka Blachnickiego[23]

Szkoły średnie
- Dwujęzyczne Liceum Ogólnokształcące[24]

Inne placówki
- Poradnia Psychologiczno-Pedagogiczna[25]

## Wspólnoty wyznaniowe

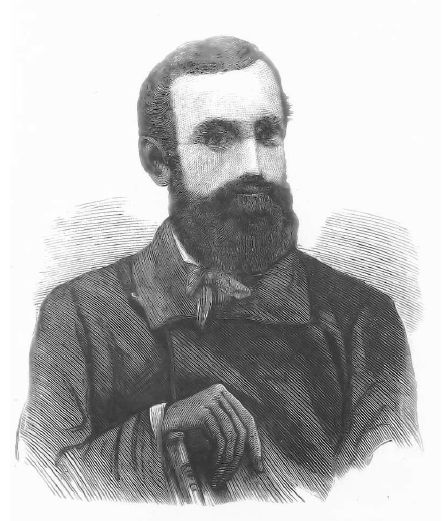
bł. Edmund Bojanowski - patron miasta (od 2023)

- Kościół rzymskokatolicki (dekanat luboński):
  - parafia św. Jana Bosko[26]
  - parafia św. Jana Pawła II[27]
  - parafia św. Maksymiliana Marii Kolbego w Lasku[28]
  - parafia św. Barbary[29]

- Świadkowie Jehowy:
  - zbór Luboń (Sala Królestwa ul. Brzozowa 16)[30]

## Sport
Piłka nożna:
- Luboński FC – klasa okręgowa, grupa wielkopolska II
- Stella Luboń – klasa okręgowa, grupa wielkopolska II
- UKS Jedynka Luboń – Uczniowski Klub Sportowy, działający przy SP 1
- Pogrom Luboń – nie rozgrywa meczów od końca sezonu 2020/21

Tenis stołowy:
- Luboński Klub Tenisa Stołowego[31]

Wydarzenia sportowe:
- w 2006 roku na stadionie miejskim w Luboniu odbył się mecz futbolu amerykańskiego pomiędzy zespołami 1. KFA Wielkopolska i The Crew Wrocław, w ramach Polskiej Ligi Futbolu Amerykańskiego. Był to premierowy sezon tych rozgrywek.

## Współpraca międzynarodowa
Miasta partnerskie:
- Rouen, Francja[32]
- Bumbeşti-Jiu, Rumunia[32]